# الحمراء (حجر)

تعديل مصدري - تعديل

الحمراء هي إحدى قرى عزلة الجول بمديرية حجر التابعة لمحافظة حضرموت، بلغ تعداد سكانها 303 نسمة حسب تعداد اليمن لعام 2004.